# Synodontis njassae
Synodontis njassae (Синодонтіс малавійський) — вид риб з роду Synodontis родини Mochokidae ряду сомоподібні. Інша назва «малавійський пискун».

## Опис
Загальна довжина сягає 19,2 см. Голова коротка, трохи сплощена зверху й сильно стиснута з боків. Очі доволі великі. Рот помірно широкий. Є 3 пари вусів, з яких нижні зазвичай трохи бахромчасті; 1 пара на верхній щелепі — довша за 2 пари на нижній. Тулуб масивний, сильно стиснутий з боків. Спинний плавець великий, високий, особливо у самців. Жировий плавець видовжений, округлий. Грудні плавці видовжені, загострені на кінці, мають 1 довгий шип. Черевні плавці маленькі. Анальний плавець довгий. Хвостовий плавець сильно розрізаний, з довгими лопатями.
Забарвлення мінливе: від сріблясто-сірого до світло-коричневого з кількома помірно великими та численними маленькими плямами кавового забарвлення. Голова має золотавий виблиск з маленькими плямочками.

## Спосіб життя
Зустрічається у водоймах з помірною течією та скелястим дном. Вдень ховається серед корчів та каміння. При загрозі видає оборонний звук, схожий на хрюкання. Активний у присмерку та вночі. Живиться личинками комах, ракоподібними, водоростями, детритом.
Є об'єктом місцевого рибальства.
Тривалість життя становить 6-10 років.

## Розповсюдження
Є ендеміком озера Малаві.